# لويس سواريز (لاعب كرة قدم)
لويس سواريز (بالإسبانية: Luis Eduardo Suárez)‏ هو لاعب كرة قدم أرجنتيني في مركز مهاجم ‏، ولد في 15 يوليو 1938 في مدينة أدروغي في الأرجنتين، وتوفي في 20 يونيو 2005. لعب مع هوراكان.

## وصلات خارجية
- لويس سواريز (لاعب كرة قدم) على موقع قاعدة بيانات كرة القدم.إي يو (الإنجليزية)
- لويس سواريز (لاعب كرة قدم) على موقع ناشيونال فوتبول تيمز (الإنجليزية)
- لويس سواريز (لاعب كرة قدم) على موقع عالم كرة القدم.نت (الإنجليزية)